# Batboy

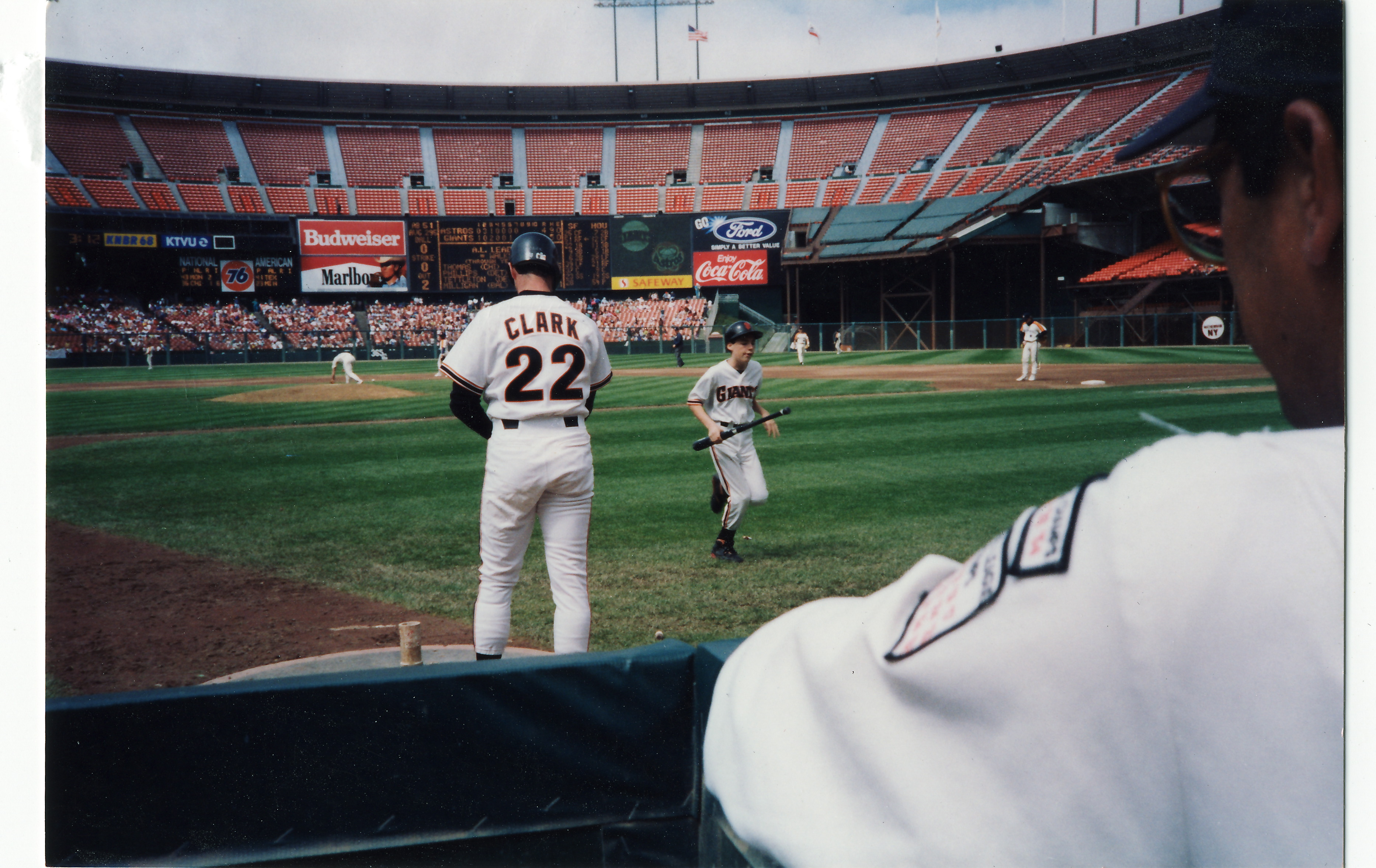
Un bat boy, bâton à la main, sur le terrain du Candlestick Park de San Francisco en 1992.

Un batboy est le nom donné à un préposé au bâton employé sur un terrain de baseball. Le terme batgirl est aussi employé au féminin.
Les batboys font partie du baseball organisé depuis les années 1880, soit depuis les premières années d'existence de ce sport. Leurs fonctions se confondaient souvent à cette époque avec celle de mascotte pour le club.

## Rôle

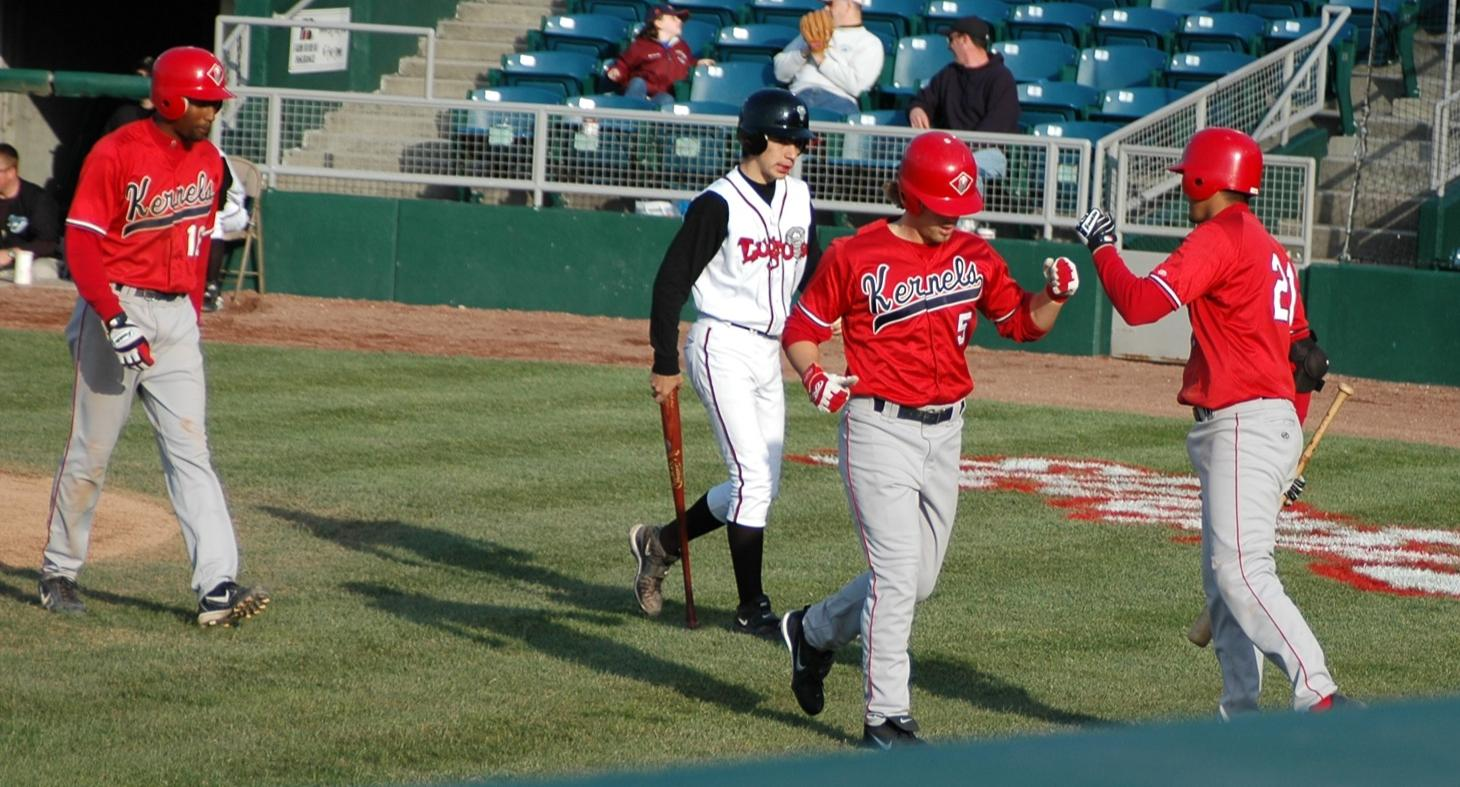
En blanc, un batboy lors d'un match de baseball des ligues mineures à Lansing (Michigan) en 2005.

Les batboys sont souvent des enfants ou des adolescents. Leur désignation vient du fait qu'ils sont chargés de récupérer et ramener à l'abri des joueurs les bâtons de baseball (baseball bat en anglais) abandonnés sur le terrain par un joueur après une frappe. On leur assigne en cours de match la tâche de récupérer ou d'apporter au joueur différentes pièces d'équipement. Par exemple, un batboy ira sur le terrain durant un arrêt de jeu pour récupérer et ramener à l'abri des joueurs les gants ou une pièce d'équipement (par exemple une jambière) dont un frappeur n'a plus besoin une fois qu'il a terminé son tour au bâton, a atteint les buts et est devenu coureur.
Un batboy a aussi pour tâche d'apporter des balles de baseball à l'arbitre au marbre,.
Les batboys sont parfois aussi considérés par le club comme assistants au vestiaire (clubhouse assistant) ou encore sont promus à cette fonction lorsqu'ils sont plus âgés. Pour ceux plus âgés, les tâches ne se limitent pas à ramasser les bâtons et porter les balles à l'arbitre : ils sont aussi chargés d'assister les joueurs en leur rendant divers services et en préparant l'équipement dans les heures précédant le match. Les émoluments des batboys modernes sont souvent bonifiés par les pourboires offerts par les joueurs de niveau majeur ou des étrennes en fin de saison.
Le batboy est vêtu de l'uniforme du club pour lequel il travaille. Il porte habituellement un casque protecteur pour se protéger des fausses balles. Un numéro ou son nom peuvent être inscrits au dos de la chemise de son uniforme. Parfois, le mot « BATBOY » sera simplement inscrit.
Dans les Ligues majeures de baseball, les batboys ne voyagent habituellement pas avec un club en déplacement, à moins qu'il ne s'agisse d'un membre de la famille d'un des joueurs ou d'un entraîneur. L'équipe hôte fournira généralement les préposés, engagés localement. Qu'il existe ou non un lien filial, ils sont néanmoins souvent considérés comme des membres de la « famille », contribuant au climat de camaraderie dans un vestiaire. Certains clubs leur offrent par exemple des bagues de champions si l'équipe remporte un titre important, ou les invitent aux festivités suivant la conquête d'un championnat,.

## Histoire

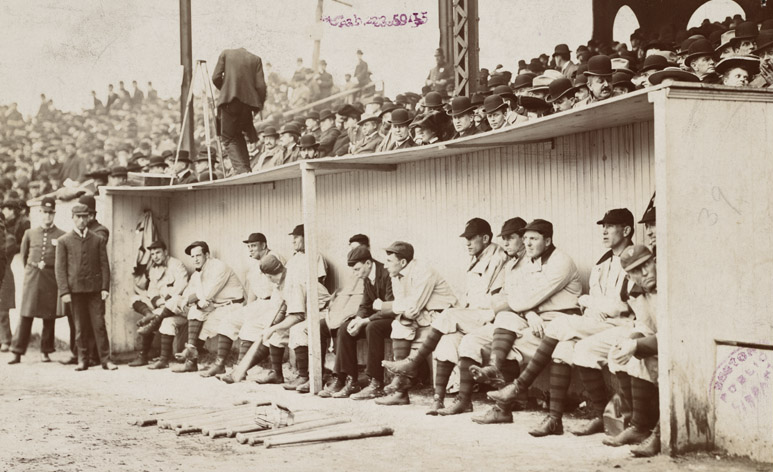
Un bat boy en tenue de ville de couleur sombre sur le banc des Pirates de Pittsburgh en 1903.

Les batboys font partie du baseball organisé depuis les années 1880, soit depuis les premières années d'existence de ce sport. Leurs fonctions se confondaient souvent à cette époque avec celle de mascotte pour le club. Certains, très appréciés des membres du club, étaient populaires au point d'être considérés comme des porte-bonheur par les joueurs plus superstitieux.
Il n'était pas rare que les batboys de cette époque soient des enfants montrant quelque caractéristique physique distinctive (petite taille, albinisme) ou handicap. Avant la Première Guerre mondiale, il était commun que des joueurs ou des entraîneurs abordent au hasard quelque enfant de la rue et lui offrent l'entrée gratuite au stade en échange de services similaires à ceux rendus par les batboys modernes.

### Batboyscélèbres
L'un des batboys et mascottes les plus connues du grand public est Eddie Bennett (1903-1935). Adolescent de petite taille (1,37 m (4′ 6″), bossu et laissé orphelin par la mort de ses parents victimes de la grippe de 1918, Bennett convainc un joueur des White Sox de Chicago, Happy Felsch, qu'il possède des « pouvoirs mystiques » et devient une sorte de porte-bonheur pour le sportif. Il est engagé par les White Sox l'année suivante mais quitte le club après le scandale des Black Sox, où plusieurs joueurs, dont Felsch, conspirent pour intentionnellement perdre la Série mondiale 1919. Le jeune homme est ensuite à l'emploi des Robins de Brooklyn avant d'être engagé par les Yankees de New York. Il est batboy et mascotte pour les Yankees durant les années 1920 et 1930.
En 2008, Stan Bronson, Jr. entre dans le Livre Guinness des records comme détenteur du record de longévité pour un batboy. L'homme né le 19 juillet 1928 est depuis 1958 le préposé au bâton des Tigers de l'université de Memphis, en plus d'être employé par l'équipe de football de l'université. En 2013, Bronson est toujours à l'emploi des Tigers.
Teddy Kramer, un homme atteint de trisomie 21, est batboy d'un jour pour les Reds de Cincinnati en août 2012 et sa popularité lui a valu d'avoir sa propre carte de baseball incluse dans la collection de la compagnie Topps.

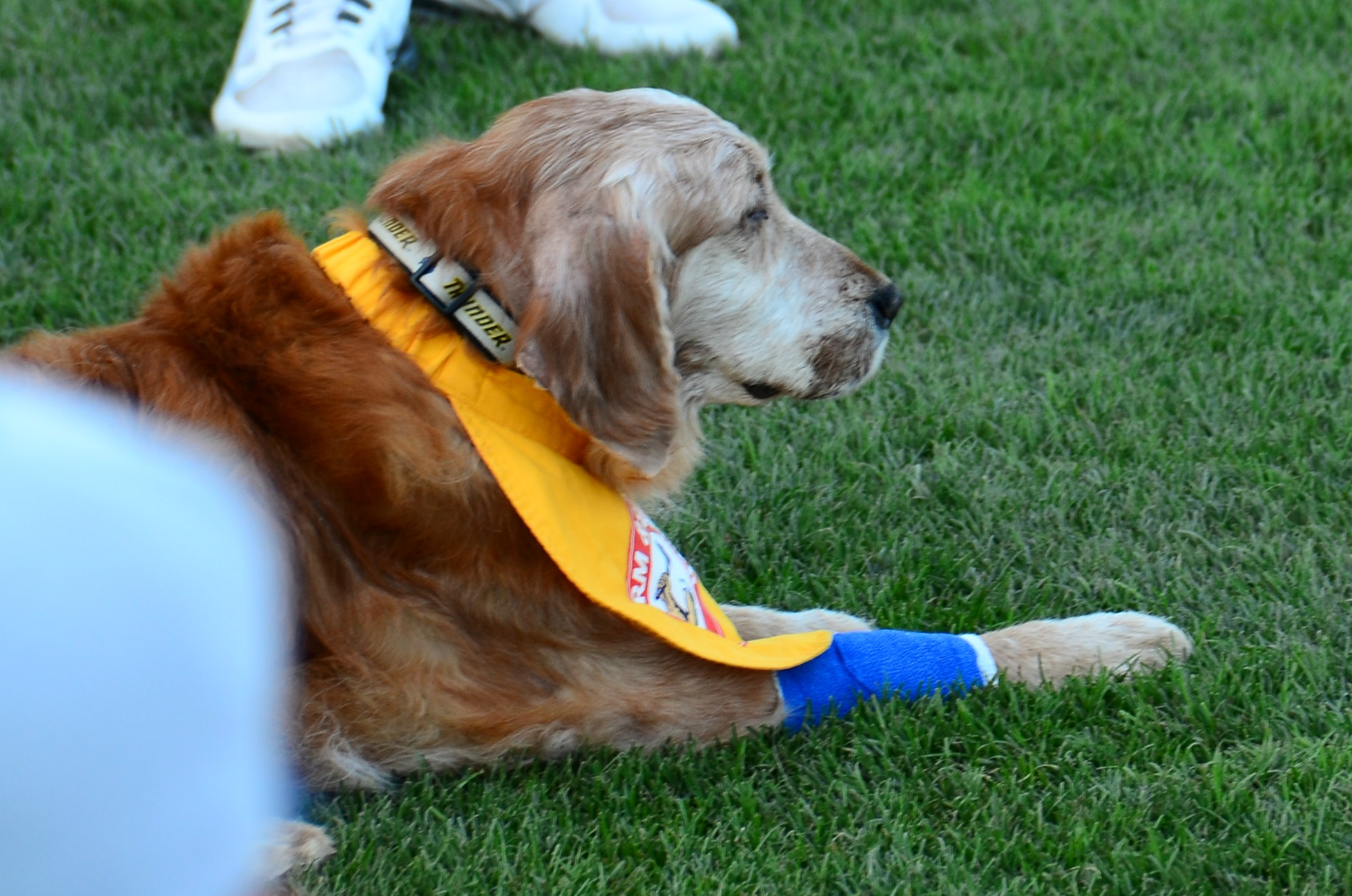
Chase, le Bat Dog du Thunder de Trenton, en 2013.

Certains batboys sont éventuellement devenus eux-mêmes joueurs des Ligues majeures et ont souvent obtenu leur premier emploi sur un terrain de baseball grâce à leur père. Bret Boone et Pete Rose, Jr., respectivement fils des joueurs Bob Boone et Pete Rose, ont été batboys pour l'équipe championne des Phillies de Philadelphie en 1980, avec le jeune Rubén Amaro, Jr., fils de Rubén Amaro, Sr., qui était alors l'un des instructeurs du club. Tous trois ont joué dans les majeures, Amaro, préposé au bâton jusqu'en 1983, devenant même joueur puis directeur-gérant des Phillies. Jesse Litsch fut batboy des Devil Rays de Tampa Bay avant de devenir à l'âge adulte lanceur des Blue Jays de Toronto. À l'âge de 12 ans, Cameron Maybin fut batboy dans les ligues mineures, où son potentiel pour une carrière sportive fut remarquée. Brett Bochy fut préposé au bâton des Padres de San Diego lorsque dirigés par son père Bruce. En 2010, le joueur Orlando Cabrera des Reds de Cincinnati, suit le parcours professionnel inverse : alors qu'il est sur la liste des blessés, il revêt un uniforme de batboy et s'improvise préposé au bâton pour un match.
Le Thunder de Trenton, une équipe mineure de l'Eastern League affiliée aux Yankees de New York du baseball majeur, dresse depuis 2002 des Bat Dogs, c'est-à-dire des chiens golden retriever entraînés à ramener les bâtons laissés sur le terrain. Le Bat Dog original, Chase (en), a reçu une attention médiatique appréciable jusqu'à sa « retraite », peu avant sa mort à l'âge de 13 ans en 2013, étant même honoré au Yankee Stadium de New York. Le club emploie depuis 2008 le chien Derby et depuis 2013 son fils Rookie, deux animaux de la même lignée.

### Incidents
Depuis janvier 2003, la Ligue majeure de baseball exige que les batboys présents sur ses terrains soient âgés d'au moins 14 ans. La décision est prise après un incident célèbre survenu lors du 5e match de la Série mondiale 2002 au Pacific Bell Park de San Francisco. L'une des équipes participantes, les Giants de San Francisco, employait comme préposé au bâton Darren Baker, le fils âgé de 3 ans et demi du gérant des Giants, Dusty Baker. En 7e manche du match contre les Angels d'Anaheim, Kenny Lofton des Giants frappe un triple qui fait marquer deux points. Le jeune Darren se précipite sur le terrain pour faire son travail, c'est-à-dire récupérer le bâton de baseball de Lofton, mais il se retrouve dans la zone de jeu beaucoup trop tôt. Le premier joueur des Giants à marquer un point, J. T. Snow, soulève le jeune Baker et l'amène en lieu sûr pour éviter, de justesse, qu'il soit impliqué dans une dangereuse collision au marbre lorsqu'un second joueur, David Bell, arrive à vive allure pour marquer à son tour.
En 1991, le gérant des Dodgers de Los Angeles, Tommy Lasorda, est mis à l'amende par la Ligue nationale pour avoir invité dans l'abri des joueurs l'acteur Tony Danza pour en faire une mascotte et un batboy invité.
En 2007, Kirk Radomski, batboy des Mets de New York de 1985 à 1995, est condamné pour distribution illégale entre 1995 et 2005 de stéroïdes anabolisants, d'hormone de croissance, d'amphétamines et de clenbutérol au personnel des Ligues majeures de baseball.